# Río Nilahue
Río Nilahue är ett vattendrag i Chile.   Det ligger i regionen Región de Los Ríos, i den södra delen av landet, 800 km söder om huvudstaden Santiago de Chile.
Runt Río Nilahue är det mycket glesbefolkat, med 7 invånare per kvadratkilometer.